# تاویلیانو
تاویلیانو (به ایتالیایی: Tavigliano) یک کومونه در ایتالیا است که در استان بیه‌لا واقع شده‌است. تاویلیانو ۱۰٫۹ کیلومتر مربع مساحت و ۹۵۳ نفر جمعیت دارد و ۶۵۹ متر بالاتر از سطح دریا واقع شده‌است.